# Emil Bourgonjon

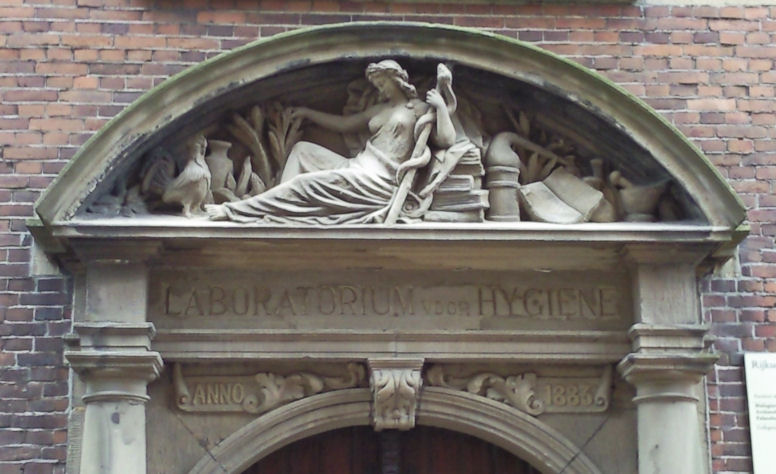
Figura alegórica de Higía en el atrio de entrada del antiguo laboratorio farmacológico de Higiene.

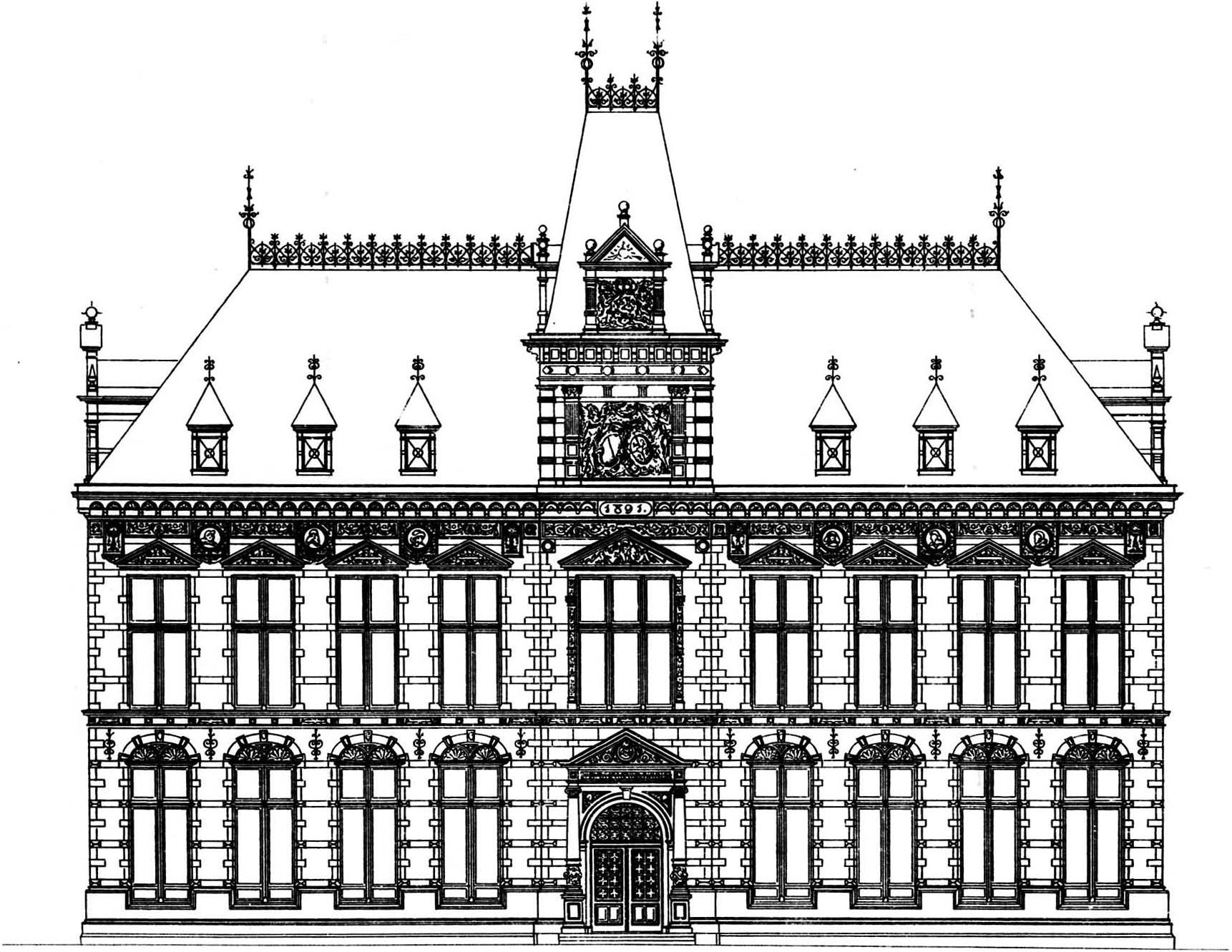
El edificio de la Academia de Utrecht, con el segundo piso, entre las ventanas los medallones de retrato (1891).

Emilius Alphonsius Franciscus (Emil) Bourgonjon (Brujas, 8 de febrero de 1841 - Voorburg, 20 de enero de  1927) fue un escultor belga.

## Datos biográficos
Bourgonjon se trasladó a los Países Bajos e hizo muchas esculturas y adornos de pared, incluyendo varios retratos en medallón. Fue gerente de estudio de la firma francesa de Pierre Cuypers y Frans Stolzenberg en Roermond. Enseñó escultura en la escuela de artesanías Quellinius en Ámsterdam y luego a la Academia de La Haya.

## Obras
Entre las mejores y más conocidas obras de Emil Bourgonjon se incluyen las siguientes:
Ámsterdam
- Leones, etc a la Oficina Central de Correos (1895) del arquitecto del gobierno Cornelis Peters

Groninga
- Higía - Hygieia . fachada del antiguo laboratorio farmacológico de Higiene[2] en la Broerstraat 9

La Haya
- Medallones - Retrato de juristas (1876-1883), Plein
- Casa de Gevelversiering (1896), Smidswater 26
- Medallón. Retrato de Simon Stevin (1898), Raamstraat 47
- Decoración de las fachadas de la casa W.B. van Liefland (1907), Bezuidenhoutseweg 3

Nimega
- Nueve leones del edificio de la estación (1894), Stationsplein[3]

Utrecht
- Medallones - Retratos  (1891) de profesores en el edificio de la AcademiaAcademiegebouw[4]